# Boncompagno da Signa
Boncompagno da Signa (Signa, 1170 circa – Firenze, 1250) è stato un grammatico, scrittore e filosofo italiano.

## Biografia
Nato a Signa tra il 1165 e il 1175, fu professore di retorica  (ars dictandi) all'Università di Bologna e poi all'Università degli Studi di Padova.
Nel corso degli anni visse in varie città, spostandosi ad Ancona, Venezia, Bologna e Padova, per poi finire la sua vita a Firenze.
Tra le opere più significative si ricordano una storia dell'assedio di Ancona del 1173 (unico suo lavoro di tipo storico); il Boncompagnus, scritto nel 1215 e diviso in sei parti; un trattato di retorica, Rethorica novissima, scritto nel 1235 e composto da tredici libri; un trattato di scacchi e il Libellus de malo senectutis et senis del 1240 nel quale, con spirito arguto, prende in giro le affermazioni di Cicerone che idealizzavano la vecchiaia.
Il Boncompagnus di Boncompagno, esempio di arte retorica della scuola bolognese, « ebbe fama vastissima, non pari tuttavia a quella ch'egli credeva di meritare, reputandosi più grande di Marco Tullio Cicerone (...)».
Il suo Liber de obsidione Ancone, pubblicato nel 1937 dall'editore Zanichelli, è stato ristampato in edizione italiana (L'assedio di Ancona) nel 1999 dall'editore Viella di Roma.
Il suo breve trattato di epistolografia amorosa, la Rota Veneris, è stato pubblicato nel 1996 dalla Salerno Editrice.

## Opere
- Liber de amicitia
- Ysagoge
- Boncompagnus
- Tractatus virtutum
- Rhetorica novissima
- Libellus de malo senectutis et senis
- Palma
- Oliva
- Cedrum
- Mirra
- Quinque tabulae salutationum
- Rota veneris
- Liber de obsidione Ancone
- Bonus Socius e Civis Bononiae (disputed authorship)

## Fonti
- (LA, DE) Boncompagno da Signa, Rota Veneris. Ein Liebesbriefsteller des 13. Jahrhunderts, a cura di Friedrich Baethgen, Roma, Walter Regenberg, 1927.
- (EN) Boncompagno da Signa, Rota Veneris. A facsimile reproduction of the Strassburg Incunabulum, traduzione di Josef Purkart, Delmar, NY (United States), Scholars' Facsimiles & Reprints, 1975.
- Boncompagno da Signa, Rota Veneris, a cura di Paolo Garbini, Roma, Salerno Editrice, 1997, ISBN 9788884021779.
- (DE) Carl Sutter, Aus Leben und Schriften des Magisters Boncompagnus, Friburgo, Akademische Verlagsbuchhandlung von J. C. B. Mohr, 1894.
- Annibale Gabrielli, Le epistole di Cola di Rienzo e l'epistolografia medievale, in Archivio della Società romana di storia patria, XI (1888), pp. 406–12;
- Augusto Gaudenzi, Sulla cronologia delle opere dei dettatori bolognesi da Buoncompagno a Bene da Lucca, in Bullettino dell'Istituto storico italiano, XIV (1895), pp. 85–118;
- Giuseppe Manacorda, Storia della scuola in Italia, II, Palermo 1913, pp. 260–67, 428.